# Галицький референдум (1991)
Обласний референдум в Івано-Франківській, Львівській і Тернопільській областях відбувся 17 березня 1991 року одночасно з Всесоюзним референдумом про збереження СРСР і республіканським референдумом. На нього винесено питання «Чи хочете Ви, щоб Україна стала незалежною державою, яка самостійно вирішує всі питання внутрішньої і зовнішньої політики, забезпечує рівні права громадянам, незалежно від національної та релігійної приналежності?». Відповідь «Так» дали 88,3 % виборців цих трьох областей.

## Передумови
Практика консультацій між керівництвом Івано-Франківської, Львівської і Тернопільської областей існувала ще 1990 р. й мала підвищити ефективність узгодження діяльності господарств західного регіону в умовах погіршення економічної ситуації.
16 лютого 1991 р. в приміщенні Львівського оперного театру відбулося спільне засідання депутатів Львівської, Тернопільської та Івано-Франківської обласних рад, яке журналісти охрестили «Галицька асамблея». Також на засіданні були присутні депутати Рівненської, Волинської, Житомирської, Чернівецької та Закарпатської областей, представники громадських організацій, делегація народних депутатів УРСР.
Виступаючи під час обговорення другого питання порядку денного «Про політичну ситуацію в регіоні і всесоюзний референдум», учасники зазначали, що «…розпад Союзу на незалежні держави — є неминуча перспектива…» (Ігор Юхновський, народний депутат УРСР). Депутати схвалили ініціативу депутатів Верховної Ради включити до бюлетеня питання, яке б відповідало Декларації про суверенітет, а сесія вирішила, спираючись на норми Закону СРСР «Про всенародне голосування (Референдум СРСР)», провести обласні референдуми, на які винести питання: «Чи хочете Ви, щоб Україна стала незалежною державою, яка самостійно вирішує всі питання внутрішньої і зовнішньої політики, забезпечує рівні права громадянам, незалежно від національної та релігійної приналежності?».

## Результати референдуму
17 березня 1991 року жителі трьох західних областей отримали для голосування, поряд із загальносоюзним — білим і республіканським — сірим, ще й регіональний бюлетень — рожевого кольору. Відповідь «Так» на питання про незалежність України дали 88,3 % виборців західного регіону (в областях цей показник склав від 87 % до 90 %).
Галицький плебісцит і його впевнене «Так» державній незалежності України став, на думку деяких політологів, генеральною репетицією Всеукраїнського референдуму 1 грудня 1991 року.